# Linea 2 (metropolitana di Bilbao)
La linea 2 della metropolitana di Bilbao collega la stazione di Basauri con quella di Kabiezes. Conta con 28 stazioni.
La linea 2 è indicata con il colore nero.

## Storia

### Apertura della linea
Il 13 aprile 2002 venne inaugurato il primo tratto della linea 2, dando servizio a 5 nuove stazioni: Gurutzeta/Cruces, Ansio, Barakaldo, Bagatza e Urbinaga. La linea 2 affianca la linea 1 tra le stazioni di San Ignazio e Bolueta, raddoppiando di fatto la frequenza dei treni in questo tratto.

### Prima estensione
L'8 gennaio 2005 furono inaugurate le stazioni di Sestao e Portugalete, entrambe nel comune di Portugalete.

### Seconda estensione
Il 20 gennaio 2007 vennero inaugurate le stazioni di Abatxolo e Etxebarri.

### Terza estensione
Il 4 luglio 2009 vennero inaugurate le stazioni di Peñota, nel comune di Portugalete, e Santurtzi, sita nell'omonimo comune.

### Quarta estensione
Il 26 febbraio 2011 venne prolungato il tratto comune con l'aggiunta della stazione di Ariz

### Quinta estensione
L'11 novembre 2011 venne inaugurata la stazione di Basauri, trasformando il tratto Ariz-Basauri in un'estensione della linea 2 separata dal tratto comune a entrambe le linee.

### Sesta estensione e completamento della linea
Il 28 giugno 2014 venne inaugurata la stazione di Kabiezes, nel comune di Santurtzi, portando così a compimento l'intero progetto della linea 2.

## Stazioni

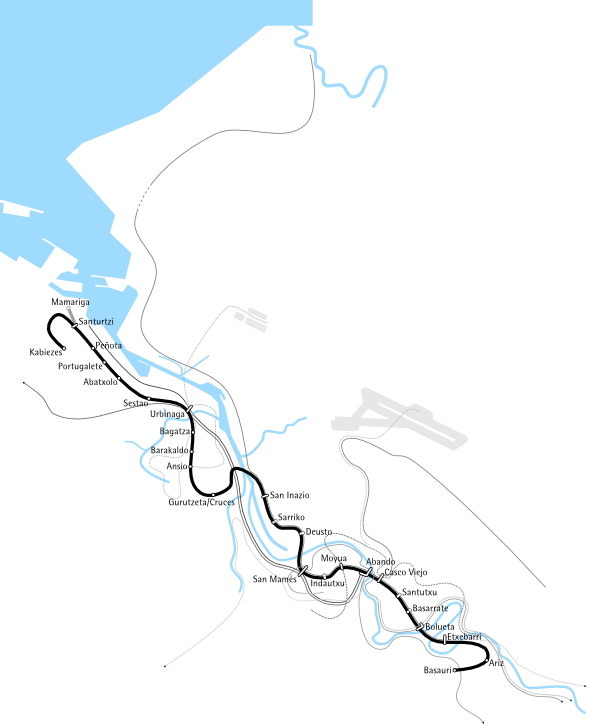
Percorso della Linea 2

Nell'elenco che segue, a fianco di ogni stazione, sono indicate le interconnessioni possibili.
| Stazione                | Interscambio                      |
| ----------------------- | --------------------------------- |
| Basauri                 |                                   |
| Ariz                    |                                   |
| Etxebarri               | Linea 1                           |
| Bolueta                 | Euskotren Tranbia                 |
| Basarrate               | Linea 1                           |
| Santutxu                | Linea 1                           |
| Zazpikaleak/Casco Viejo | Euskotren Trena Euskotren Tranbia |
| Abando                  | Cercanías Euskotren Tranbia       |
| Moyua                   | Linea 1 · Linea 4                 |
| Indautxu                | Linea 1                           |
| San Mamés               | Cercanías Euskotren Tranbia       |
| Deustu                  | Linea 1                           |
| Sarriko                 | Linea 1                           |
| San Ignazio             | Linea 1                           |
| Gurutzeta/Cruces        |                                   |
| Ansio                   |                                   |
| Barakaldo               |                                   |
| Bagatza                 |                                   |
| Urbinaga                |                                   |
| Sestao                  |                                   |
| Abatxolo                |                                   |
| Portugalete             |                                   |
| Peñota                  |                                   |
| Santurtzi               | Funicolare di Mamariga            |
| Kabiezes                |                                   |